# Eric Kendricks
Eric-Nathan Kendricks (nacido el 29 de febrero de 1992) es un jugador profesional estadounidense de fútbol americano que juega en la posición de linebacker y actualmente milita en los Caudillos de Chihuahua de la Liga de Football Americano (LFA).

## Biografía
Kendricks asistió a la preparatoria Herbert Hoover High School en Fresno, California, donde practicó fútbol americano, baloncesto y béisbol. Al finalizar la preparatoria, fue considerado como un atleta de tres estrellas y el 60.º mejor outside linebacker de la nación por Rivals.com.
Posteriormente, asistió a la Universidad de California en Los Ángeles (UCLA) donde jugó con los UCLA Bruins desde 2010 hasta 2014. Después de ser un jugador reserva en 2010, Kendricks jugó 14 partidos como estudiante de primer año en 2011. Terminó la temporada en el segundo lugar del equipo con 76 tacleadas, empatado en el cuarto lugar con 4.5 tacleadas para pérdida de yardas y empatado en segundo lugar con dos capturas (sacks). Como titular en 14 juegos como estudiante de segundo año en 2012, Kendricks registró un total de 150 tacleadas que fue la mayor cantidad de los Bruins desde que Jerry Robinson registró un récord escolar de 161 tacleadas en 1978. También devolvió dos balones sueltos para touchdowns, bloqueó un despeje y logró la primera intercepción de su carrera.
En 2013, lideró al equipo en tacleadas por segunda temporada consecutiva con 105 tacleadas, y en 2014 lideró la Football Bowl Subdivision con 149 tacleadas en solitario y estableció el récord de UCLA de tacleadas en una carrera con 481, rompiendo la marca anterior de 468 establecida por Jerry Robinson (1976-1978). Al final de la temporada, se convirtió en el primer jugador de UCLA en ganar el Premio Butkus, que se otorga anualmente al mejor apoyador del fútbol universitario, fue seleccionado al segundo equipo All-American y también fue nombrado al segundo equipo All-Pac-12.

## Carrera

### Minnesota Vikings
Kendricks fue seleccionado por los Minnesota Vikings en la segunda ronda (puesto 45) del Draft de la NFL de 2015, y firmó un contrato de cuatro años por $5.15 millones con $2.67 millones garantizados y un bono por firmar de $2 millones. Como novato, Kendricks lideró la defensa de los Vikings con 92 tacleadas totales, lo que marcó la primera vez que un novato lidera al club en tacleadas desde Rip Hawkins en 1961. También registró cuatro capturas y un pase de desviado en 14 juegos, 11 de ellos como titular. El 19 de enero de 2016, Kendricks fue incluido en el equipo All-Rookie de la NFL de 2015 por Pro Football Writers of America (PFWA).
Después de perderse toda la pretemporada de 2016 debido a una lesión en el tendón de la corva que sufrió al principio del campamento de entrenamiento, Kendricks regresó para el juego inaugural de la temporada donde registró seis tacleadas, incluida una para pérdida de yardas, y registró la primera intercepción de su carrera, la cual regresó 77 yardas para anotar un touchdown, ayudando a los Vikings a ganar 25-16 ante los Tennessee Titans. Por su actuación estelar en la Semana 1, Kendricks fue nombrado el Jugador Defensivo de la Semana de la NFC, convirtiéndose en el octavo Vikingo diferente en ganar el premio bajo la dirección del entrenador en jefe Mike Zimmer. Terminó la temporada con 109 tacleadas, 2.5 capturas, nueve pases desviados, un balón suelto forzado y otro recuperado en 15 juegos, 14 de ellos como titular.
En 2017, Kendricks inició los 16 juegos y registró 113 tacleadas, la cantidad más alta de su carrera y líder del equipo. Ayudó a los Vikings a ganar la división con marca de 13-3 y la mejor defensiva de la liga, junto a otros jugadores como Anthony Barr, Everson Griffen, Lival Joseph, Xavier Rhodes y Harrison Smith, los cuales fueron convocados al Pro Bowl.
El 16 de abril de 2018, Kendricks firmó una extensión de contrato por cinco años y $50 millones con los Vikings con $25 millones garantizados. Jugó y fue titular en 14 partidos, y terminó la temporada con 108 tacleadas, dos intercepciones, una captura y un balón suelto forzado. 
En 2019, Kendricks fue titular en 15 juegos y registró 110 tacleadas, 0.5 capturas, 12 pases defendidos, dos balones sueltos forzados y dos recuperados. Fue invitado por primera vez al Pro Bowl y también fue nombrado al primer equipo All-Pro.
En 2020, Kendricks registró 107 tacleadas, seis pases desviados y tres intercepciones en solo 11 juegos debido a una lesión que lo impidió jugar los últimos cinco encuentros del equipo.

## Estadísticas generales
|  | Seleccionado al Pro Bowl |

| Año   | Equipo | Juegos | Juegos | Tacleadas | Tacleadas | Tacleadas | Tacleadas | Intercepciones | Intercepciones | Intercepciones | Intercepciones | Intercepciones | Intercepciones | Balones sueltos | Balones sueltos | Balones sueltos | Balones sueltos |
| Año   | Equipo | GP     | GS     | Comb      | Total     | Ast       | Sck       | PDef           | Int            | Yds            | Avg            | Lng            | TDs            | FF              | FR              | Yds             | TDs             |
| ----- | ------ | ------ | ------ | --------- | --------- | --------- | --------- | -------------- | -------------- | -------------- | -------------- | -------------- | -------------- | --------------- | --------------- | --------------- | --------------- |
| 2015  | MIN    | 14     | 11     | 92        | 72        | 20        | 4.0       | 1              | --             | --             | --             | --             | --             | 0               | 0               | --              | --              |
| 2016  | MIN    | 15     | 14     | 109       | 70        | 39        | 2.5       | 9              | 1              | 77             | 77.0           | 77             | 1              | 1               | 1               | 0               | 0               |
| 2017  | MIN    | 16     | 16     | 113       | 67        | 46        | 1.0       | 6              | 1              | 31             | 31.0           | 31             | 1              | 0               | 0               | --              | --              |
| 2018  | MIN    | 14     | 14     | 108       | 63        | 45        | 1.0       | 7              | 2              | 3              | 1.5            | 3              | 0              | 1               | 1               | 0               | 0               |
| 2019  | MIN    | 15     | 15     | 110       | 70        | 40        | 0.5       | 12             | --             | --             | --             | --             | --             | 2               | 2               | 25              | 0               |
| 2020  | MIN    | 11     | 11     | 107       | 69        | 38        | 0.0       | 6              | 3              | 0              | 0.0            | 0              | 0              | 0               | 0               | --              | --              |
| Total | Total  | 85     | 81     | 639       | 411       | 228       | 9.0       | 41             | 7              | 111            | 15.8           | 77             | 2              | 4               | 4               | 25              | 0               |

Fuente: Pro-Football-Reference.com